# Bubalus quarlesi
Anoa-da-montanha ou Bufalo-anão-da-montanha (Bubalus quarlesi) é uma espécie de pequeno bovídeo selvagem endêmico de Sulawesi, nas Indonésia; está em perigo de extinção.